# Sydaphera lactea
Sydaphera lactea is een slakkensoort uit de familie van de Cancellariidae. De wetenschappelijke naam van de soort is voor het eerst geldig gepubliceerd in 1830 door Deshayes.